# Gerard van Dinter (kunstschilder)
Gerard van Dinter, ook geschreven als Dinther (Den Bosch, gedoopt 5 oktober 1746 - aldaar, 26 maart 1820), was een Nederlands kunstschilder. Sinds 1810 was hij betrokken als oprichter en directeur van de Stads Academie voor Teeken- en Schilderkunst in Den Bosch.

## Biografie
Dinter trok naar Antwerpen voor scholing bij de marineschilder Hendrik-Jozef Antonissen. Hij schilderde zonnige landschappen met olieverf die hij geregeld stoffeerde met vee.
In april 1771 trouwde hij in Leiden en woonde en werkte hier ook enkele decennia. Vervolgens verhuisde hij naar Brussel en gaf hij les aan vooraanstaande personen. Hierna woonde hij nog een tijd in de Antwerpse plaats Boom.
In 1810 keerde hij terug naar Den Bosch. In dat jaar was hij een van de oprichters van de Stads Academie voor Teeken- en Schilderkunst aldaar, aanvankelijk nog Académie Impériale et Royale geheten. Daarnaast was hij van 1812 tot 1816 en opnieuw van 1818 tot 1820 directeur van de academie. Hier voerde hij een intekensysteem in waardoor de academie over ruimere financiële middelen kon beschikken.
Hij overleed in 1820 op 73-jarige leeftijd. In Rosmalen is een straat naar hem vernoemd.

## Galerij

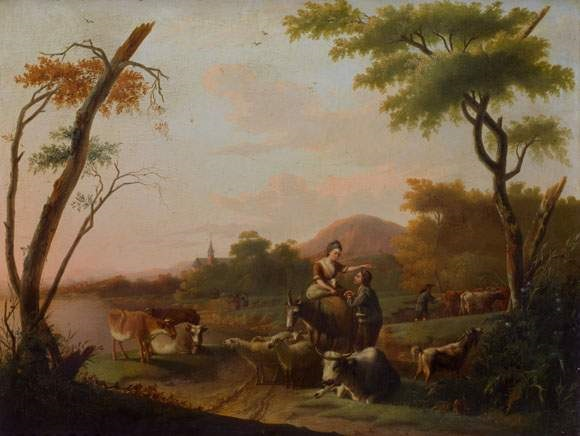
Dorpelinge tussen haar dieren in gesprek met een herder